# Іонна пастка

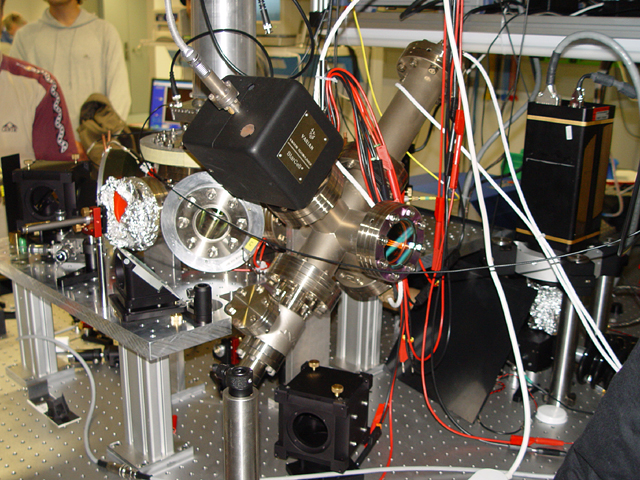

Іо́нна па́стка — пристрій, призначений для захоплення й утриманна іонів у певній області простору за допомогою особливої конфігурації електричних і магнітних полів. Іонні пастки використовуються в мас-спектрометрії та для досліджень в області атомної фізики. Популярними конструкціями іонних пасток є пастка Пеннінга та квадрупольна іонна пастка (пастка Пауля). Зокрема, пастки Пауля використовуються надзвичайно точних атомних годинниках. Існує напрям досліджень, в яких іонні пастки намагаються пристосувати для створення квантового комп'ютера.
За розробку й вдосконалення іонних пасток Вольфганг Пауль та Ганс Георг Демельт отимали Нобелівську премію з фізики за 1989 рік.

## Інтернет-ресурси
- VIAS Science Cartoons A cranky view of an ion trap...
- Paul trap